# Пару (річка)
Пару (порт. Rio Paru) — річка у північно-східній частині Південної Америки на північному сході Бразилії в штаті Пара; ліва притока Амазонки. Належить до водного басейну Атлантичного океану.

## Географія

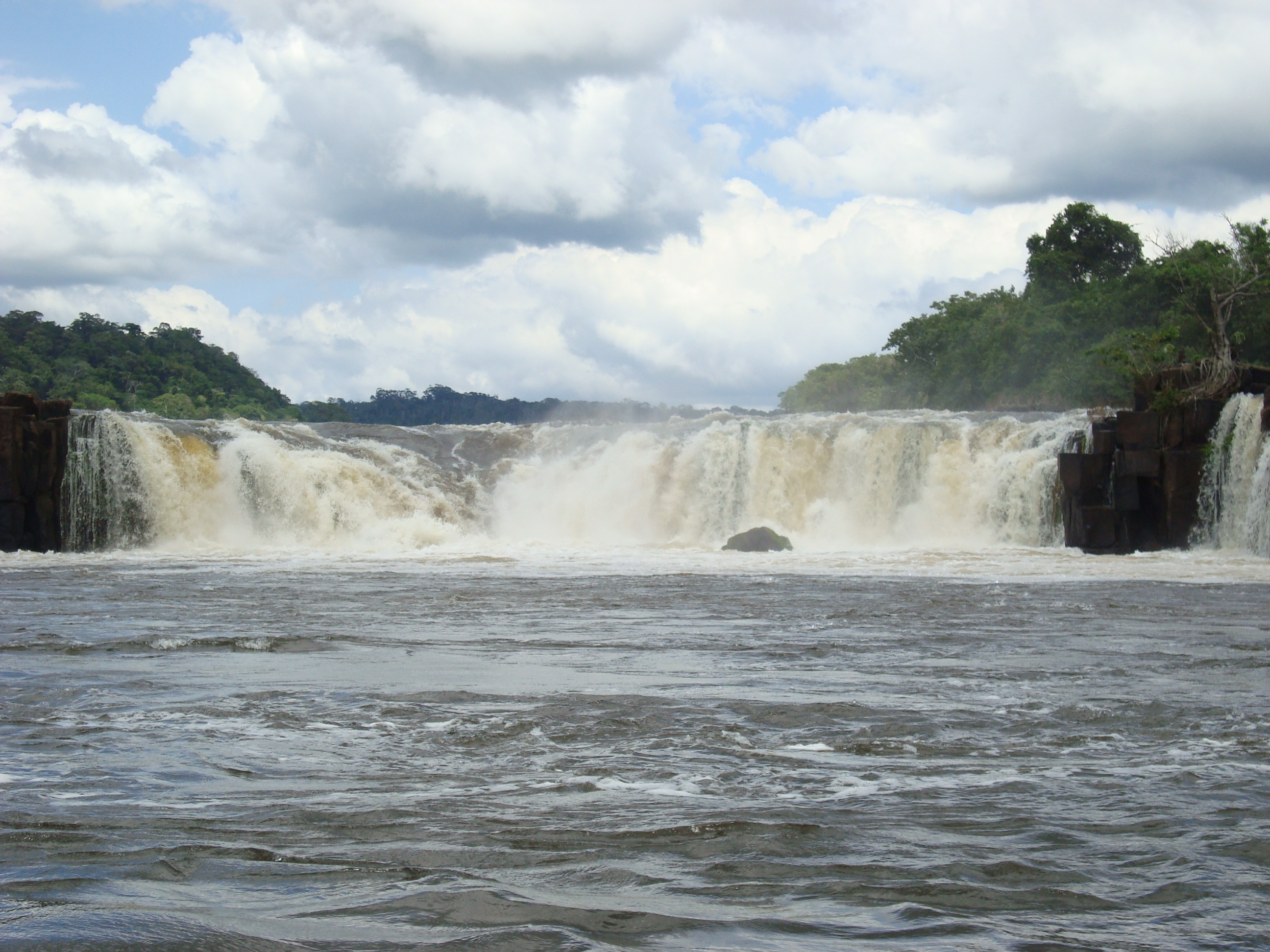
Водоспад Панама на річці Пару

Річка починає свій витік на схилах гірського хребта Тумукумаку, в східній частині Гвіанського нагір'я на кордоні із Суринамом. У верхів'ї, річку часто називають «Східна Пару» (порт. Rio Paru de Este), на відміну від Західної Пару (порт. Rio Paru de Oeste), найбільшої, лівої притоки річки Тромбетас, і яка також починає свій витік західніше, у цих же районах. Тече у південному — південно-східному напрямку через муніципалітет Алмейрим, часто переривається порогами і водоспадами, в т. ч.: водоспадами Панама та Акутума. Впадає у річку Амазонку, з лівого берега, за 5 км від міста Алмейрим.
Довжина річки становить близько 710 км. Живлення дощове. Період повені триває із жовтня до квітня-травня.
Місця, якими протікає річка — малозаселені. Тут проживають індійські племена Апалаї та Ваяна.

## Притоки
Річка Пару на своєму шляху приймає воду значної кількості приток, найбільша із них річка Кайтаре (~180 км), права притока.